# Steviol
Steviol er et naturligt sødestof, der findes som glycosider i sukkerplanten Stevia. Steviol og steviol-glycosider har været tilladt som sødestof i Japan siden 1970 og har været brugt i mange andre lande som fødevaretilsætningsstof og/eller kosttilskud. Frankrig har givet en toårig tilladelse til dyrkningsforsøg med Stevia og til anvendelse i madvarer fra 2010. EU-kommissionen besluttede 11. november 2011 at godkende steviol og steviolglycosider som fødevaretilsætningsstof.
Ny dansk forskning indikerer at Stevia rebaudiana måske kan bruges i behandling af type-2 diabetes, da det aktive stof steviosid tyder på at have færre bivirkninger end nuværende behandling. Dog mangler yderligere forskning.
Sukkerplanten Stevia indeholder mindst 10 forskellige glycosider af steviol. Steviosid forekommer som det mest fremtrædende glycosid. Nogle andre glycosider kendes under navnene rebausiosid A, rebaudioside C og dulcoside A.
Steviolglycosider kan også fremstilles fra genmodificerede mikroorganismer.
Steviol og steviolglycosider markedsføres under forskellige kommercielle navne.

## Eksterne links
1. ↑  "Stevia temanummer. Videnskab.dk". Arkiveret fra originalen 31. marts 2012. Hentet 1. april 2012.
2. ↑  What Is Stevia? Livescience
3. ↑  "Sukkerplanten Stevia Wiki". Arkiveret fra originalen 31. oktober 2020. Hentet 10. februar 2012.
4. ↑  Steviosid stimulerer insulin produktion, sænker blodtryk, har gavnlig effekt på blodfedt
5. ↑  Production of steviol glycosides in recombinant hosts. Dansk patent 2016
6. ↑  "Steviol glycosid, E960. Fødevarestyrelsen". Arkiveret fra originalen 29. februar 2012. Hentet 15. juni 2012.

- CLUES FROM STEVIA PROMISE SWEETNESS WITHOUT AFTERTASTE. 2019